# Metro Jets (sång)
"Metro Jets", skriven av Nick Gilder och James McCulloch, är en poplåt som spelades in av Nick Gilder 1979.

## Magnus Ugglas version
En cover med text på svenska av Magnus Uggla hette "Centrumhets" och spelades in 1980 på hans album Den ljusnande framtid är vår.
Niklas Strömstedt, som tidigare var keyboardist med Ulf Lundell, berättade att de brukade spela "Centrumhets" i turnébussen, och Magnus Uggla kände sig stolt.